# Билльгрен, Эльза
Эльза Билльгрен (швед. Elsa Billgren; род. 1 февраля 1986 года, Гётеборг) — шведская телеведущая и фэшн-блогер. Была ведущей различных развлекательных программ на телеканалах ZTV, SVT и TV4, а также на Шведском радио. Также известна как блогер и писательница.

## Карьера
Родилась 1 февраля 1986 года в Гётеборге. Отец — скульптор и писатель Эрнст Билльгрен, мать — художница Хелене Билльгрен (урождённая Оберг).
Сразу после окончания школы начала работать на телеканале ZTV репортёром и телеведущей. С 2006 по 2009 годы вела на этом канале развлекательные шоу Uppladdat и Cocobäng.
В 2009 году перешла с ZVT на Шведское общественное телевидение: вела программу Mega на SVT Barnkanalen и программуRec на SVT1. В 2010 году стала ведущей передачи об антиквариате Antikdeckarna на канале TV4 Plus (ныне — канал Sjuan).
Вела веб-трансляцию Melodifestivalen 2011 на официальном сайте канала SVT, а также программу Melodfestivalen 2011: Eftersnack на самом канале. В том же 2011 году стала ведущей радио-шоу Hallå i P3 на Sveriges Radio P3 и комедийного шоу Har du hört den förut? на SVT.
20 июля 2012 года приняла участие в качестве гостя в радиопрограмме Sommar i P1. В том же году участвовала в программе Sommarpratarna на SVT., а также в программе Äntligen hemma на TV4.
Также Эльза Билльгрен известна как блогер — она ведёт собственный фэшн-блог на сайте шведской версии журнала Elle. В 2013 году вышла её книга Elsa Billgrens Vintage, а в ноябре 2013 года — её роман для подростков «Man kan vinka till varandra från balkongerna».